# ベテル大学
ベテル大学（ベテルだいがく、英語: Bethel University）は、ミネソタ州にある福音派の大学。バプテスト神学校として1871年に創立されたベテルは、現在、学部、大学院、および神学校のプログラムに6,000人以上の学生が在籍している。

## おもな歴史
- 1790年 フランシス・アズベリーがケンタッキー州ジェサミン郡にベテル・アカデミーを創立。
- 1871年 ベテル大学はスウェーデンから移住したバプテスト教徒のための神学校として、ジョン・アレクシス・エドグレンによってイリノイ州シカゴにあったファースト・スウェーデン・バプテスト教会に設立された。
- 1914年 両校は、バプテスト・ジェネラル・カンファレンスの援助で合併し、ミネソタ州セントポールに移設した。
- 1931年 ベテル・ジュニア・カレッジとなる。
- 1947年 4年制のリベラルアーツを加えてベテル・カレッジ・アンド・セミナリーとなった。
- 1972年 ミネソタ州セントポールから現在のミネソタ州アーデンヒルに移転。
- 2004年 現在のベテル大学へと名称を変更した[4]。

## 主な教員
- ライス・アンダーソンLeath Anderson、福音主義派の全⽶連合会会⻑
- レッグ・ボイド、神学者、牧師
- アール・エリス、教授（神学教授）
- マイケル・W・ホームズ、新約聖書教授
- スティーブン・ケイロ、歴史学教授
- Alvera Mickelsen、元ジャーナリズム教授
- ジョン・パイパー（John Piper）神学者、牧師

## 主な卒業生
- 中澤啓介 1942- 日本バプテスト教会連合 大野キリスト教会元牧師、現在宣教牧師
- 河野勇一 1945- 日本バプテスト教会連合 緑キリスト教会牧師
- 尾形守 1953-、希望の教会 牧師
- 山崎ランサム和彦 1970- リバイバル聖書神学校（愛知県新城市）校長。日本福音主義神学会中部部会理事長
- 福井誠 1961- , 玉川キリスト教会 牧師
- 浅沼誠也、Faith Bible Church - Seattle日本語ミニストリーズ担当副牧師